# 1994 no Brasil
Esta é uma cronologia dos fatos acontecimentos de ano 1994 no Brasil.

## Incumbente
- Presidente do Brasil - Itamar Franco (29 de dezembro de 1992 - 1 de janeiro de 1995)

## Eventos
- 7 de janeiro: Paulo César Farias, o tesoureiro da campanha eleitoral de Fernando Collor de Mello, é condenado a quatro anos de prisão por sonegação de impostos.[1]
- 21 de janeiro: o relatório final da CPI do Orçamento aprova o pedido de cassação dos mandatos de 18 parlamentares.[2]
- 28 de fevereiro: a Unidade Real de Valor, que equivale a 2 750 cruzeiros reais, é lançada.[3]
- Em março, a imprensa começa a noticiar supostos abusos sexuais infantis ocorridos na Escola Base, em São Paulo. A denúncia seria arquivada por falta de provas.[4]
- 3 de março: Fernando Henrique Cardoso deixa o Ministério da Fazenda de Itamar Franco para ser candidato a presidente da República.[5]
- 1 de maio: morre o piloto de Fórmula 1, Ayrton Senna ao bater contra o muro da curva Tamburello durante o Grande Prêmio de San Marino em Ímola, na Itália.[6]
- 10 de maio: eclipse total solar que foi vista em todo o Brasil.
- 4 de junho: Estreava na TV Globo o programa infantil Xuxa Park comandado por Xuxa. O programa era exibido aos sábados até 06 de janeiro de 2001, pois as edições gravadas posteriormente não foram ao ar em virtude do incêndio nos estúdios do programa no Projac em 12 de janeiro de 2001.
- 1 de julho: a nova unidade monetária do país, o real, entra em circulação, equivalendo a 2 750 cruzeiros reais.[7]
- 17 de julho: a Seleção Brasileira de Futebol conquista o quarto título da Copa do Mundo FIFA dos Estados Unidos, vencendo a Itália nos pênaltis por 3 a 2 no estádio Rose Bowl, em Pasadena, na Califórnia.[8]
- 5 de agosto: Argentina, Brasil, Paraguai e Uruguai decidem em Buenos Aires criar uma zona de livre comércio entre MERCOSUL e Bolívia.
- 1 de setembro: é exibido pela primeira vez o anime Os Cavaleiros do Zodíaco na Rede Manchete o enorme sucesso da série abriu as portas para diversas animações japonesas na tv aberta brasileira.[9]
- 3 de outubro: Fernando Henrique Cardoso é eleito o 34° presidente do Brasil, derrotando Luiz Inácio Lula da Silva na eleição presidencial no país.[10]
- 3 de outubro: Primeira mulher negra é eleita para o Senado Federal pelo Rio de Janeiro: Benedita da Silva (PT), e, também pelo PT, Acre elege também uma senadora negra e também a mais jovem da história daquela época, sendo essa Marina Silva.
- 7 de dezembro: começa o julgamento do ex-presidente do Brasil, Fernando Collor de Mello, e do tesoureiro da campanha eleitoral, Paulo César Farias, no Supremo Tribunal Federal.[11]
- 12 de dezembro: o Supremo Tribunal Federal absolve o ex-presidente do Brasil, Fernando Collor de Mello, e o tesoureiro Paulo César Farias, da acusação de corrupção passiva por falta de provas.[12][13]
- 13 de dezembro: o Supremo Tribunal Federal condena o tesoureiro Paulo César Farias a 7 anos de prisão por falsidade ideológica.[14]

## Nascimentos
- 6 de janeiro: Bianca Salgueiro, atriz.
- 9 de janeiro: Ademilson, futebolista.
- 11 de janeiro: Sassá, futebolista.
- 20 de janeiro: Lucas Piazón, futebolista.

## Mortes
- 6 de janeiro: Cláudia Magno, atriz (n. 1958).
- 9 de janeiro: Benjamin Cattan, ator, escritor e diretor brasileiro (n. 1925).
- 19 de abril: Dener Augusto de Sousa, futebolista brasileiro (n. 2 de abril de 1971).
- 1 de maio: Ayrton Senna, piloto de Fórmula 1 (n. 21 de março de 1960).
- 29 de julho: Antônio Carlos Bernardes Gomes (Mussum),  humorista, do grupo Os Trapalhões (n. 7 de abril de 1941).
- 8 de dezembro: Antônio Carlos Jobim, músico mais conhecido como Tom Jobim (n. 25 de janeiro de 1927).
- 19 de dezembro: Pedro Collor de Mello, empresário e irmão do ex-presidente do Brasil Fernando Collor (n. 14 de dezembro de 1952).[15]